# Peter Eggers (Unternehmer)
Peter Hermann Eggers (* 13. Februar 1845 in Friedrichstadt; † 18. September 1921 in Rendsburg) war ein deutscher Kaufmann und Unternehmer.

## Leben und Wirken
Peter Eggers war der Sohn eines gleichnamigen Kolporteurs (1812–1889) und dessen Ehefrau Sophie Dorothea Eggers geborene Paulsen (1810–1891). Er absolvierte eine kaufmännische Lehre und arbeitete danach als Buchhalter, Korrespondent und Reisender für das Unternehmen Stuhr & Lorenzen in Friedrichstadt. Dabei beschäftigte er sich intensiv mit der Produktion und dem Verkauf von Düngemitteln und experimentierte hierzu.
Ohne Eigenkapital gründete Eggers 1876, unterstützt von Thomas Johann Gottfried Hollesen und weiteren Personen, die Chemische Düngerfabrik Rendsburg AG mit Produktionsstandort am Eiderkanal und an der Eider. Als deren Direktor hatte Eggers wesentlichen Anteil an der erstmaligen Produktion industrieller Düngemittel in der preußischen Provinz Schleswig-Holstein. Außerdem war er Mitbegründer der wirtschaftlichen und forschenden Vereinigungen der seinerzeitigen Düngemittelhersteller. Als Landwirt bewirtschaftete er zwei von ihm selbst urbar gemachte Bauernhöfe sowie einen Forst. 
1877 richtete Eggers in seinem Unternehmen eine Betriebskrankenkasse ein, in deren Vorstand ein Beirat der Arbeiter vertreten war, der in Personalangelegenheiten ein Mitspracherecht besaß. Außerdem gehörte er dem Vorstand der Rendsburger Spar- und Leihkasse an und beteiligte sich an den Gründungen mehrerer Unternehmen. In seinen Jahren als Direktor kaufte er den Großteil der Aktien seines Unternehmens.
Peters war verheiratet mit Sophie Catharine geb. Rüter (1850–1931). Das Ehepaar hatte zwei Söhne und drei Töchter. Die Söhne, darunter Hermann Eggers, leiteten später das vom Vater gegründete Unternehmen.